# Sede della Cassa di Risparmio di Firenze (Prato)
La filiale della Cassa di Risparmio di Firenze sita in viale Vittorio Veneto 7 a Prato (ex sede dell'Istituto Bancario San Paolo) nella città toscana rappresenta un'interessante architettura moderna delle città.
Il progetto per l'allora sede di Prato dell'Istituto Bancario San Paolo, firmato da Cristiano Toraldo di Francia con la collaborazione di Fabrizio Natalini, è uno degli esempi più rappresentativi della ricerca progettuale condotta, nei primi anni di formazione, dal gruppo Superstudio di Firenze.

## Descrizione
Questa architettura di interni è stata concepita come una vera cittadella fortificata, intesa come un insieme di luoghi urbani protetti dall'involucro murario esterno.
L'impianto planimetrico, rigido e vincolato dallo spazio trapezoidale, frammezzato dai due volumi dei blocchi scala che servono i piani superiori dello stabile, è stato reinterpretato realizzando un ambiente interno funzionale e articolato. Tutti i condizionamenti posti da questa occasione operativa sono stati sfruttati adottando soluzioni di notevole originalità adeguati a ricreare spazi di immediata fruizione destinati al contatto diretto con il pubblico e locali più riservati per consentire ai clienti della banca di usufruire della massima discrezione durante le trattative commerciali personali.
Il ritmo regolare del fronte esterno, interrotto dai tre ingressi protetti da torri cilindriche rivestite di acciaio, si sviluppa per circa 150 metri con rifiniture in acciaio e lamiera verniciata di colore rosso su un basamento di granito rosa.
Lo spazio principale, caratterizzato dal rigore modulare del colonnato, è stato concepito come un loggiato coperto da voltine ribassate su colonne rivestite in lamiera di acciaio. Il disegno delle volte di lamiera traforata sperimenta, per la zona più frequentata e rumorosa, un sistema integrato di impianti di illuminazione indiretta, climatizzazione dell'area e con caratteristiche di fonoassorbenza.
La rigida maglia strutturale preesistente è stata movimentata dalla linea sinuosa del lungo bancone in granito rosa che si sviluppa intorno alle colonne della sala destinata al pubblico. I pavimenti sono in parte di lastre di granito rosa mentre in alcune zone è stata adottata una pavimentazione sopraelevata formata da piastre di alluminio componibili e rivestimento in moquette.
L'elemento compositivo che funge da filtro tra la zona pubblica delle contrattazioni e quella retrostante riservata alle trattative private è costituito da un passaggio obbligato, contraddistinto da quattro torri cilindriche in acciaio lucido poste su un basamento in granito rosa, che immette direttamente al caveau. Per questa stanza destinata a custodire cassette di sicurezza, è stato scelto un trattamento delle pareti interne in stucco colore argento. I cilindri cavi con rivestimento in acciaio inox sono piccole cabine di attesa per i clienti che accedono alla stanza del tesoro.
Una parete curvilinea, trattata a encausto di colore blu, sezionata da un piano vetrato inclinato nasconde la scala che conduce al piano degli uffici dei dipendenti. Il livello superiore, anch'esso concepito come una porzione di città, risulta dall'aggregazione di una serie di volumi guida degli ambienti lavorativi, delimitati dai percorsi di distribuzione, previsti in modo da poter essere facilmente riposizionati ad assumere nuove configurazioni adeguate alle diverse esigenze future.
Per le finiture si sono impiegati vari materiali accostati armoniosamente tra loro mettendo in evidenza la loro diversità, gemellando alle calci naturali, al legno e alla pietra, vernici epossidiche, acciaio inox e plastiche colorate ottenendo per contrasto di effetti un interessante assortimento materico e cromatico.
Nel corso del 2014 un intervento di ristrutturazione ha completamente cancellato sia l'intervento architettonico, sia per quel che riguarda le finiture esterne, sia quelle interne.